# Dubiaranea atripalpis
Dubiaranea atripalpis is een spinnensoort uit de familie hangmatspinnen (Linyphiidae). De soort komt voor in Venezuela.